# Kreuzbanderhalt
Unter Kreuzbanderhalt und Kreuzbandheilung werden verschiedene Therapieverfahren summiert, die unmittelbar nach einem Kreuzbandriss mit dem Ziel angewandt werden, das gerissene Band zu erhalten und stabil ausheilen zu lassen. Diese Verfahren wurden in den 1990er und 2000er Jahren entwickelt, und es existieren erst einzelne positive Studien, aber weiterhin keine größeren oder vergleichende Studien und keine Langzeitergebnisse, sie sind noch kein allgemein anerkannter Standard. Dies ist vielmehr die Kreuzbandplastik.

## Hintergrund
Wie bei anderen Bändern besitzt auch das vordere Kreuzband nach einem akuten Riss ein starkes intrinsisches Heilungspotential, so dass es möglich ist, dass das Kreuzband von sich aus narbig verheilt. Meist kommt es ohne Therapie aber dazu, dass die beiden Bandstümpfe nicht zusammenheilen, sondern dass der vordere Anteil des zerrissenen vorderen Kreuzbandes direkt auf dem hinteren Kreuzband vernarbt, was als „Lambda-/Wittek-Heilung“ bezeichnet wird. Diese ungewollte biologische Verbindung an der falschen Ansatzstelle ist zumeist inadäquat und nicht ausreichend stabil. Beim Kreuzbanderhalt soll deshalb das vorhandene biologische Potenzial zielgerichtet zur Heilung und Wiederherstellung der Bandkontinuität genutzt werden, um eine akzeptable Kniestabilität zu erreichen. Folglich unterscheidet sich dieser therapeutische Ansatz wesentlich vom Kreuzbandersatz durch eine Kreuzbandplastik, bei dem das gerissenes Kreuzband entfernt und durch eine körpereigene Sehne oder ein körpereigenes Band ersetzt wird.
Ebenfalls in der Entwicklung sind Verfahren, nach einem akuten Riss des hinteren Kreuzbandes dieses zu erhalten und zu einer stabilen Ausheilung zu bringen.

## Historie der Kreuzbandnaht
Die Grundidee des Kreuzbanderhalts basiert auf einer alten Methode, die seinerzeit in ihren Resultaten nicht überzeugen konnte. In den 80er Jahren war es üblich, gerissene Kreuzbänder unmittelbar zusammenzunähen. Einige Patienten zeigten gute klinische Ergebnisse, jedoch heilten viele Kreuzbänder nicht stabil genug zusammen oder rissen erneut. Eine der wesentlichen Ursachen dafür war, dass das Kreuzband nicht immer eine ausreichende Spannung hatte, so wie dies während der Heilungsphase nötig gewesen wäre. Es fehlte die biomechanische Stabilität des Kniegelenks. Denn in Abhängigkeit von Streck- oder Beugeposition eines Knies wechselt die jeweilige Zugbelastung ständig. Infolgedessen zogen sich die genähten Kreuzbandstümpfe beim Durchbewegen des Kniegelenks immer wieder auseinander, so dass keine stabile Vernarbung stattfinden konnte.

## Therapieformen
Wird nach einem Riss (Ruptur) des vorderen Kreuzbandes dessen Erhalt angestrebt, bieten sich verschiedene therapeutische Optionen an.

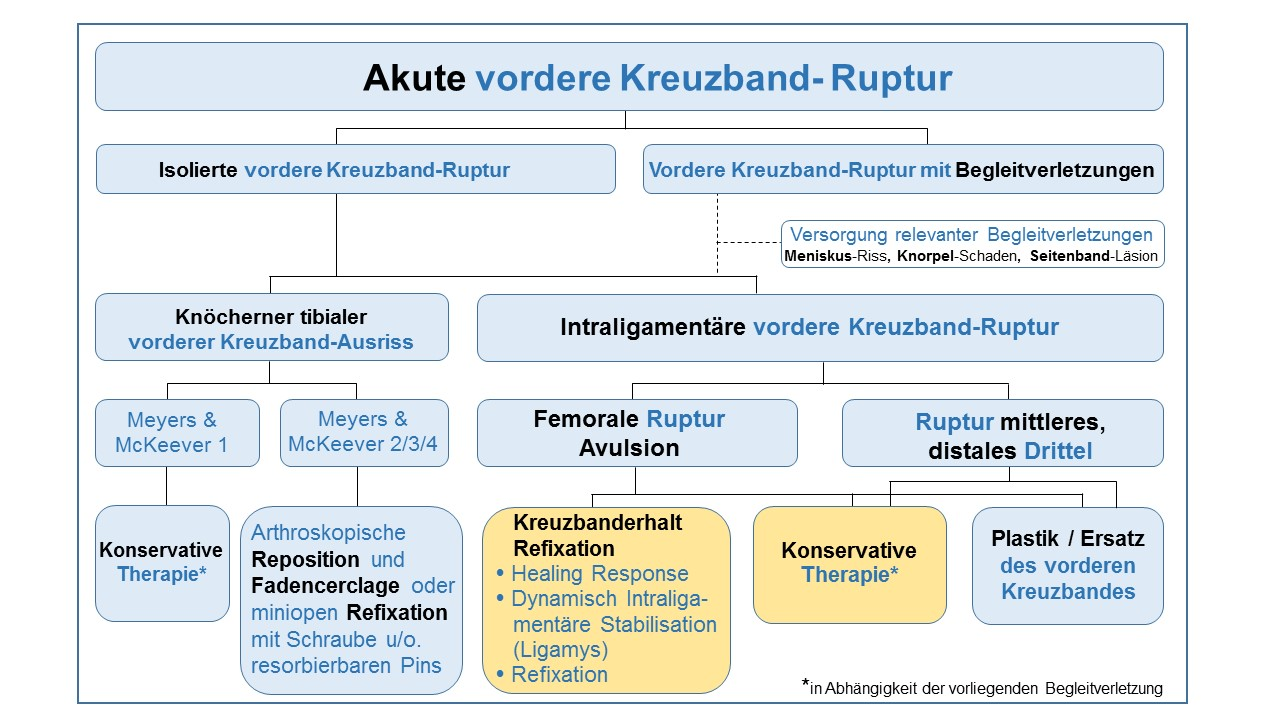
Optionen bei akuten vorderen Kreuzband-Rupturen

### Konservative Therapie (ohne Operation)

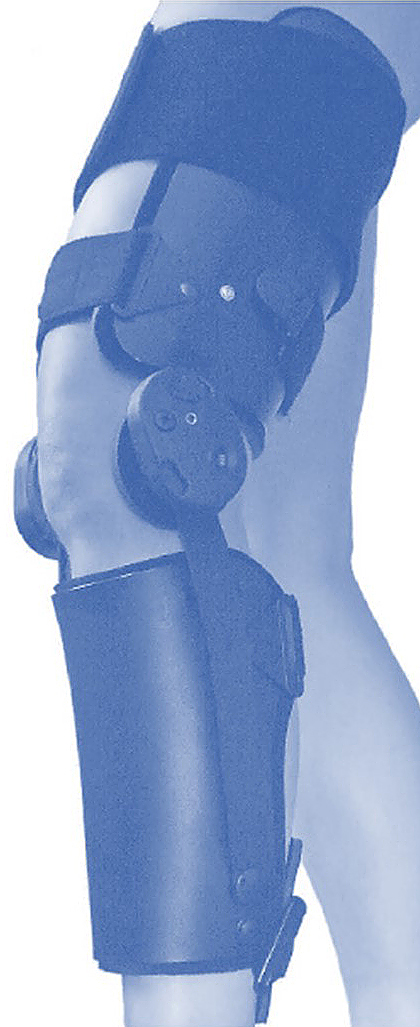
ACL-Jack-Brace über 3 Monate und 24 Std. am Tag zu tragen

Es handelt sich dabei um einen Behandlungsansatz ohne Operation, bei dem der natürliche Heilungsprozess und der Muskelaufbau mittels spezifischen Trainings im Vordergrund stehen. Durch das Tragen einer bewegungslimitierenden Orthese kann das verletzte Kreuzband entlastet und für seine Selbstheilung geschont werden. Zusätzlich wird mittels Physiotherapie für eine Kräftigung der Ober- und Unterschenkelmuskulatur gesorgt, um das betroffene Kniegelenk damit weitestgehend zu stabilisieren. Erreichen Patienten nicht die volle Funktionsfähigkeit wie vor der Knieverletzung, reduzieren sie ihr sportliches Aktivitätsniveau und weichen auf knieschonende Sportarten aus. Ist die Kniestabilität nach einer konservativ durchgeführten Therapie am Ende nicht ausreichend gegeben, kann anschließend eine Kreuzbandersatz-Operation mittels Sehnen-Transplantat durchgeführt werden.
Ein anderer nicht-operativer Ansatz wird mit einer Spezial-Orthese verfolgt, welche für Verletzungen des vorderen Kreuzbandes entwickelt wurde. Patienten müssen über 13 Wochen Tag & Nacht sowie weitere 4 Wochen tagsüber diese Orthese (ACL-Jack-Brace) konsequent tragen. Mit einer eingestellten Kraft von 7 kg wird dabei das Knie ständig in eine sogenannte hintere Schublade drückt, damit das gerissene Kreuzband an der anatomisch korrekten Stelle wieder anwachsen kann.

### Operative, kreuzbanderhaltende Verfahren
Banderhaltende Operationsverfahren müssen möglichst schnell, innerhalb von 3 Wochen nach der Verletzung, durchgeführt werden. Denn das biologische Heilungspotential im Knie nimmt rasant ab und die natürliche Bandstruktur beginnt zu schrumpfen bzw. sich zurückziehen. Dass ein so früher Operationszeitpunkt das Risiko einer Kniegelenkentzündung (Arthrofibrose) wesentlich erhöht, gilt aufgrund von diversen Studien inzwischen als überholt.
Für den Kreuzbanderhalt kommen nur spezielle Patienten in Frage, so dass die Entscheidung für oder gegen ein solches Verfahren hauptsächlich von folgenden Faktoren abhängt: Verletzungsmuster, Riss-Typ & Riss-Stelle, Sportlevel, Alter, Geschlecht, Compliance.
Die klinischen Erfahrungen beim operativen Kreuzbanderhalt von Kindern und Jugendlichen sind noch sehr begrenzt. Hier besteht die Herausforderung darin, das gerissene Band zu reponieren und dabei eine Verletzung der noch offenen Wachstumsfuge zu vermeiden.
Beim idealen Heilungsverlauf wird die verletzte Kreuzbandstruktur wieder stabil vernarben, die Nervenfasern können ihre Funktion wieder ausüben und die wichtige Tiefensensibilität bleibt erhalten. Die Präparation eines Sehnen-Transplantats vom gleichen Bein entfällt ausnahmslos; damit einhergehende Komplikationen an der Entnahmestelle können folglich nicht auftreten. Die bisherigen Resultate scheinen studienabhängig mit denen einer Kreuzbandersatzoperation vergleichbar zu sein bzw. eine geringfügig höhere Versagensquote aufzuweisen. Der Einsatz zusätzlicher biologischer Faktoren (z. B. thrombozytenreiches Plasma) kann möglicherweise den Heilungsprozess beschleunigen und das Resultat einer erhofften, stabilen Narbenbildung verbessern.
Der berufliche Ausfall ist deutlich kürzer und die Patienten sind bei leichter körperlicher Arbeit nach 3–4 Wochen wieder arbeitsfähig.

Ganz allgemein kann beim Kreuzbanderhalt zwischen unnachgiebig, rigiden Verfahren und einer dynamisch basierten Augmentation unterschieden werden. Biomechanische Studien zeigen, dass ausschließlich eine dynamisch augmentierte Stabilisierung des verletzten Kreuzbandes – mit individueller Vorspannung – die natürliche Kinematik eines intakten Kreuzbandes erreicht. Bei den Tests wurde die anteriore Translation in Bezug zu verschiedenen Beugewinkeln des Knies (siehe Schubladentest) für verfügbare Systeme des Kreuzbanderhalts gemessen. Sowohl die alleinige Naht (Marshall-Naht) als auch die rigide Augmentation (InternalBrace) zeigen auffallend signifikante Abweichungen gegenüber einem natürlichen Zustand des Kreuzbandes. 

Mikrofrakturierung mit einer spitzen Ahle (Healing Response)

#### Healing Response Technik
Diese Technik wurde vom Chirurgen Richard Steadman (Vail/Colorado) entwickelt. Durch ein Anfrischen des Kreuzbandes (Mikrofrakturierung) an seiner Abrissstelle am Oberschenkel – mit einer spitzen Ahle – werden die körpereigenen Heilungsmechanismen stimuliert. Das gerissene Kreuzband wird an die anatomisch korrekte Position zurückgelegt, ohne dabei auf eine fixierende Naht zurückzugreifen. Das Kniegelenk wird rund 6 Wochen in einer Orthese gestreckt. Der medizinische Eingriff muss innerhalb von wenigen Tagen nach der Verletzung erfolgen.

#### Dynamisch Intraligamentäre Stabilisation (DIS)

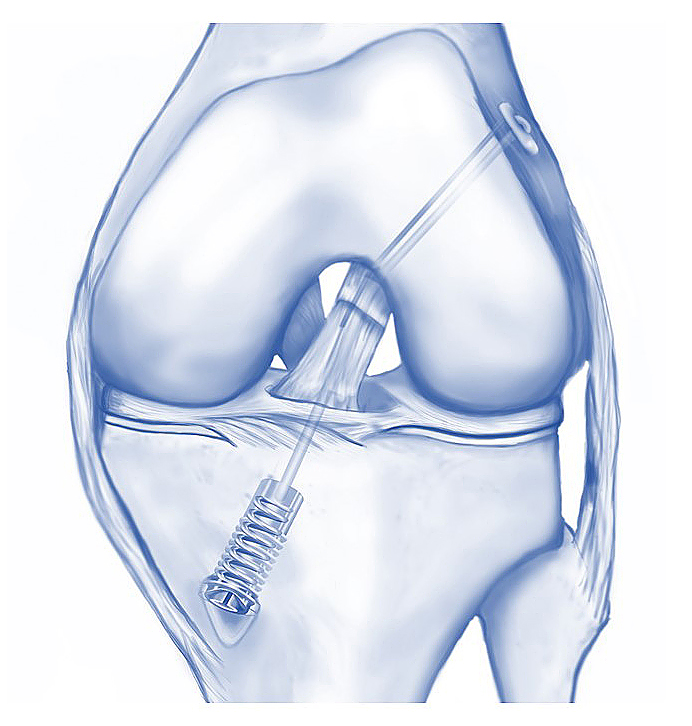
Dynamisch Intraligamentäre Stabilisation

Die Dynamisch-Intraligamentäre Stabilisation (DIS) wurde im Jahr 2009 von S. Eggli in der Schweiz entwickelt und mit dem Innovationspreis der Deutschen Gesellschaft für Unfallchirurgie (DGU) ausgezeichnet. Sie basiert auf einer dynamisch stabilisierten Augmentation des Bandes mit einem Implantat namens Ligamys. Hersteller ist die Firma Mathys AG.
Innerhalb von drei Wochen nach dem Unfall kann das gerissene Kreuzband in einer Operation (Arthroskopie) mit gezielten Nähten an die natürlich korrekte Ansatzstelle gezogen und befestigt werden. Diese Nähte resorbieren nach einigen Wochen vollständig. Zusätzlich sorgt ein dünner Polyethylen-Faden für die nötige Stabilität im Kniegelenk. Dieser hochtechnologische Faden ist besonders reißfest und gut für den menschlichen Körper verträglich.
Der Faden wird im Schienbein in einem metallischen Federelement verblockt. Dabei wird je nach Körpergewicht eine patientenindividuelle Vorspannung (60–80 Newton) eingestellt, die dem intakten Kreuzband gleicht. Bei Beuge- und Streckbewegungen sorgt die dynamische Federung über mehrere Monate dafür, dass das regenrierende Band entlastet wird und ausheilen kann. Die Reißfestigkeit des Polyethylen-Bandes liegt bei über 2.000 Newton. Diese Dimensionierung bezieht sich auf die Verhältnisse beim intakten Kreuzband, dessen maximale Zugbelastung in biomechanischen Tests mit ca. 2.200 Newton ausgewiesen wurde.  Intakte Kreuzbänder von Männern halten dabei höhere Reißkräfte aus als die von Frauen. Analog wie bei der Healing-Response-Technik wird rund um die Ansatzstelle des Kreuzbandes am Oberschenkel eine Mikrofrakturierung durchgeführt um die Heilung zu fördern. Aufgrund der jeweiligen Beugung des Knies wird beim vorderen Kreuzband eine winkelabhängige Längenänderung von bis zu 6,7 mm konstatiert. Der Federmechanismus einer dynamischen Stabilisation ermöglicht demgemäß eine adaptive, reversible Ausdehnung von bis zu 8 mm. Abweichend davon haben rigide Augmentationsverfahren keine Möglichkeit einer derartig flexiblen Längenanpassung.

Klinische Daten zur Dynamisch Intraligamentären Stabilisation sind in mehr als 15 Peer-Review-Artikeln medizinischer Fachzeitschriften publiziert. 

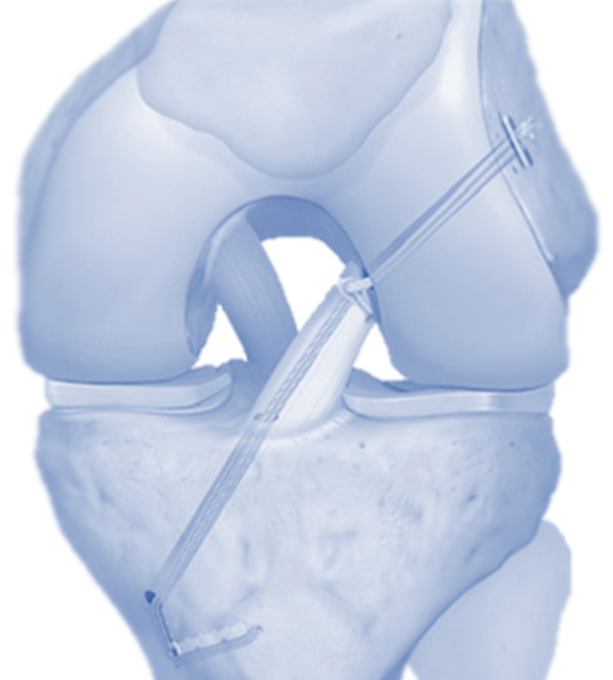
Unelastische, starre Schienung mit FiberTape und TightRope RT

#### Refixation: InternalBrace & Primary Repair

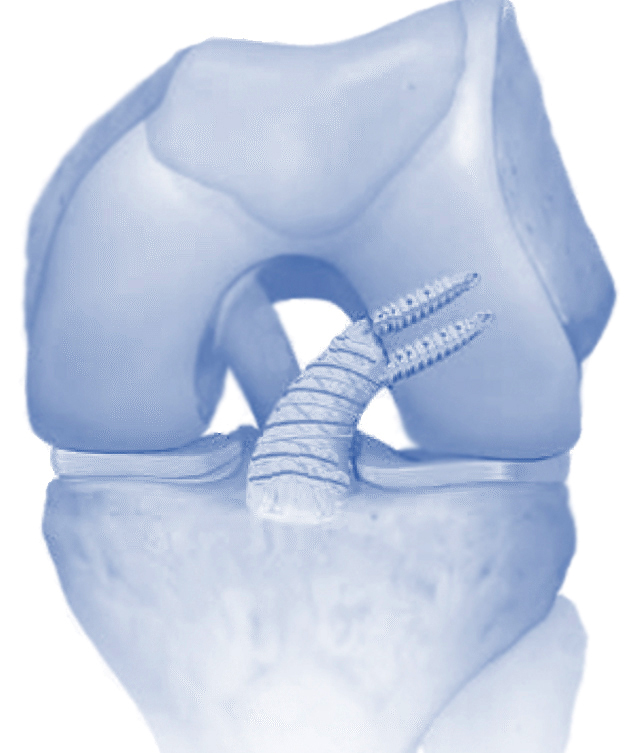
Unelastische, starre Fixierung mit zwei Ankern (SwiveLock, PushLock)

Diese Philosophie basiert auf einer rigiden Refixation des Kreuzbandes an seiner ursprünglichen Stelle. Die Stabilisierung des Gelenkes wird in erster Linie durch ein implantiertes Kunststoffband und einer externen Orthese gewährleistet. Die Operationstechniken dafür sind unterschiedlich. Hersteller ist die Firma Arthrex. Bei der ersten Variante werden ein TightRope RT mit einem FibreTape (Polyethylen UHMWPE) für die Schienung und ein SwiveLock-Anker für die Befestigung im Unterschenkel verwendet. Das verletzte Kreuzband wird mittels nicht resorbierbarer Fäden reponiert. Die maximale Reißfestigkeit des FibreTape liegt bei 217–315 Newton.
Eine zweite Möglichkeit besteht darin, das verletzte Kreuzband mit zwei SwiveLock-Ankern (Ø 4,75 mm) und einem FiberWire-Faden am Oberschenkelknochen zu befestigen. Die maximale Reißfestigkeit dieses Implantatsystems liegt bei 712 Newton.
Daneben gibt es noch eine dritte Version, bei der das verletzte Kreuzband mittels FiberWire und PushLock-Anker direkt am Oberschenkelknochen fixiert wird. Die maximale Reißfestigkeit eines PushLock-Anker wird in der Literatur mit 254 Newton angegeben.
Bei allen drei Varianten erfolgt die Stabilisierung des Kniegelenks rigide und ohne reversible Dynamik. Eine patientenindividuelle Vorspannung lässt sich am Implantat nicht einstellen. Es wird jeweils operationsbegleitend eine Mikrofrakturierung durchgeführt. Die Patienten tragen über sechs Wochen eine Orthese mit Bewegungseinschränkung. Zur Refixation mittels Internal-Brace-Technik sind drei veröffentlichte Peer-Review-Fachartikel verfügbar.

#### Bridged-Enhanced ACL Repair (BEAR)

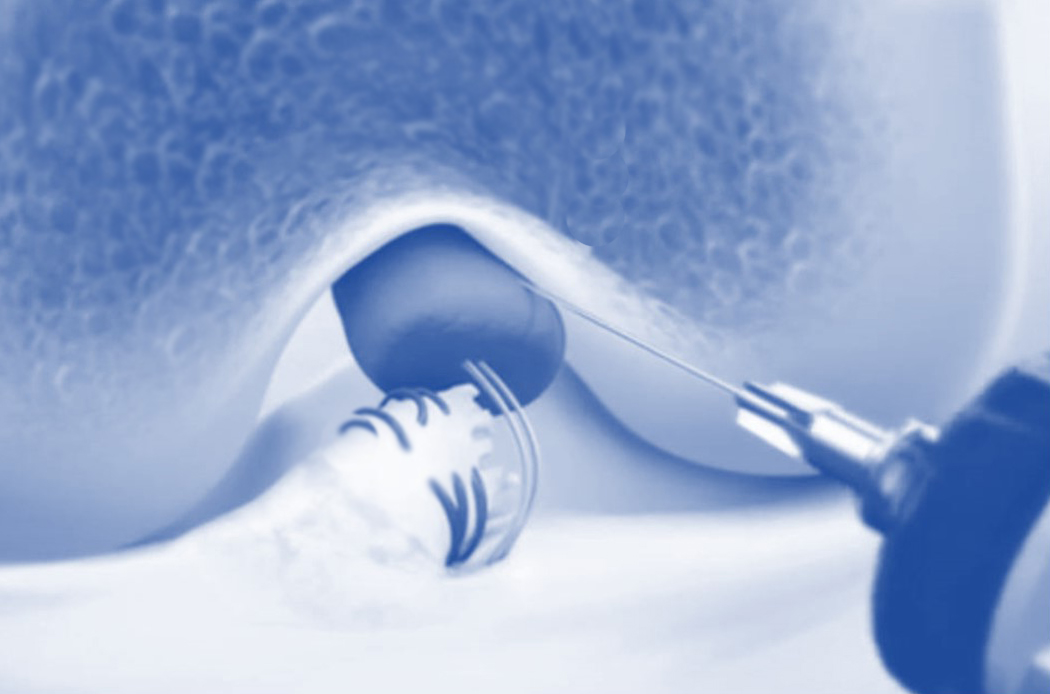
Einbringen eines blutdurchtränkten schwammartigen Gerüsts (Scaffold)

Diese Behandlungsmethode wurde in Amerika entwickelt und befindet sich noch in der Erprobung (klinische Studie). Das verletzte Kreuzband wird mittels Naht repositioniert und gleichzeitig wird die Rissstelle mit einem blutdurchtränkten, kollagenen Schwamm (Scaffold) abgedeckt. Eine knieinterne Stabilisierung zum Schutz des heilenden Bandes erfolgt nicht. Die Patienten müssen über sechs Wochen eine Orthese mit Bewegungseinschränkung tragen.

## Weiterführende Literatur
- D. Kohn: Knie – Expertise Orthopädie und Unfallchirurgie. Thieme Verlag, 2016, ISBN 978-3-13-175001-3, S. 237.
- W. Petersen, M. Herbort: Arthroskopie am Kniegelenk. Das Praxisbuch der Techniken und Indikationen. Schattauer Verlag, ISBN 978-3-7945-3217-9.
- M. J. Strobel, T. Zantop: Arthroskopische Chirurgie. Teil I: Kniegelenk. Band 3: Vorderes Kreuzband (VKB). VKB:-Revision, ISBN 978-3-642-41552-4.
- R. Siebold, D. Dejour, S. Zaffagnini: Anterior Cruciate Ligament Reconstruction. A Practical Surgical Guide. Springer Verlag, 2016, ISBN 978-3-662-51083-4.